# 中島義一
中島 義一（なかじま ぎいち、1893年3月15日 - 1933年10月26日）は、日本の教育者。

## 経歴
茨城県結城郡石下町（現常総市）生まれ。石下小学校で代用教員を務めた後、茨城師範学校、広島高等師範学校を卒業。千葉師範附属小学校教師となり、手塚岸衛らと自由教育を実践した。のち兵庫県豊岡中学校教頭。41歳で死去した。

## 著書
- 自由教育の諸問題 自由教育批評論判 東京宝文館 1924
- 母への自由教育学 東京宝文館 1925 (自由教育パンフレット)
- バベルの塔 こども倫理学 文教書院 1925 (こども哲学叢書)
- プロメトイスの火 こども倫理学 文教書院 1927 (こども哲学双書)
- 教師と母の為の哲学 教育のめあてとしての文化価値 文教書院 1929
- 近代女子教育学 佐藤熊治郎共著 育英書院 1930.9
- こども人生観スフィンクスの謎 こども哲学叢書 第7編 文教書院 1932
- 教師と母の為の哲学 紫峰図書 2002.11 (中島義一著作集 2)
- 林檎の味 こども認識論 紫峰図書 2003.1 (中島義一著作集 3)